# Amata kruegeri
Amata kruegeri is een vlinder uit de familie van de spinneruilen (Erebidae), onderfamilie beervlinders (Arctiinae). De wetenschappelijke naam van de 
soort is voor het eerst geldig gepubliceerd in 1904 door Ragusa.
Deze nachtvlinder komt voor in Europa.